# Marginidae
Famille
Les Marginidae forment une famille de diptères.

## Liste des genres
Selon Catalogue of Life (28 févr. 2013) :
- genre Margo
  - Margo aperta
  - Margo clausa
  - Margo operta